# Jeux de chat

Jeux de chat (Macskajáték) est un film hongrois réalisé par Károly Makk, sorti en 1974. Le film fut nommé à l'Oscar du meilleur film en langue étrangère.

## Synopsis
Deux sœurs âgées vivent séparées depuis plusieurs décennies. L'une vit en Allemagne fédérale auprès de son fils et mène une existence confortable ; l'autre vit à Budapest, dans un appartement chargé de souvenirs. Celle-ci entretient avec sa sœur une communication quotidienne par laquelle, néanmoins, elle a peu de chances d'être entendue et comprise.  

## Fiche technique
- Titre : Jeux de chat
- Titre original : Macskajáték
- Réalisation : Károly Makk
- Scénario : Károly Makk et János Tóth, d'après le roman d'István Örkény
- Musique : Péter Eötvös
- Directeur de la photographie : János Tóth
- Pays d'origine : Hongrie
- Format : Couleurs
- Genre : Drame
- Durée : 115 minutes
- Date de sortie :  1972

## Distribution
- Margit Dajka : Orbánné, Erzsi
- Ildikó Piros : Orbánné enfant
- Elma Bulla : Giza
- Éva Dombrádi : Giza enfant
- Mari Törőcsik : la femme de ménage
- Margit Makay : Paula